# Quellheiligtum Mitza Pidighi
Das Quellheiligtum Mitza Pidighi liegt etwa 80 Meter östlich der Nuraghe Pidighi in Solarussa in der Provinz Oristano auf Sardinien. Die Quelle wurde, wie Pfeilspitzen aus Obsidian und Fragmente dekorierter Keramik der Ozieri-Kultur des 4. Jahrtausends zeigen, bereits in pränuragischer Zeit verehrt.
Zwischen etwa 1400 und 1000 v. Chr. hatte die Heilige Quelle bereits einen hufeisenförmigen Körper und ein trapezoides Becken. Das Wasser fließt heute noch durch einen kleinen quadratischen Einlass mit Schälchenverzierung an der Basis in einen etwa 21,0 Meter langen Kanal aus Basaltquadern. Um das Jahr 1000 v. Chr. wurde vor der Quelle eine kleine halbkreisförmige Mauer errichtet. Innerhalb dieses Bereichs befindet sich eine große Platte, die ursprünglich auf einer Basis aus kleinen Platten lag und als Altar fungiert haben könnte und einen Kultplatz darstellt. Etwa 900 v. Chr. wurden das Quellheiligtum und die benachbarte Siedlung verlassen.